# 帕迪亞 (考卡省)
帕迪亞是哥倫比亞的城鎮，位於該國西南部，由考卡省負責管轄，距離首府波帕揚125公里，始建於1967年11月30日，面積100平方公里，海拔高度1,000米，2005年人口8,279。
3°14′N 76°19′W / 3.233°N 76.317°W